# Aeroport de Beerxeba
L'Aeroport de Beerxeba (en hebreu: שדה תימן) també conegut alternativament com l'Aeroport Teyman (IATA: BEV, OACI: LLBS) és un aeroport situat prop de Beerxeba una localitat situada en el país asiàtic d'Israel. L'aeroport és utilitzat principalment per a l'ensenyament del pilotatge, l'aviació privada, aeroclub i centre de paracaigudisme. El principal operador de l'aeroport és l'empresa Ayit Aviation, propietat de Capità Eli Peretz, que ha gestionat l'aeroport durant els últims 25 anys.